# 克爾卡塔山
17°3′51″S 67°29′29″W / 17.06417°S 67.49139°W
克爾卡塔山（Qillqata），是玻利維亞的山峰，位於該國西部拉巴斯省的洛艾薩省，屬於安第斯山脈的一部分，海拔高度3,922米，馬利亞哈維拉河發源自該山峰南坡。